# بيل روبرتس (لاعب كرة سلة)
بيل روبرتس (بالإنجليزية: Bill Roberts)‏ (3 مارس 1925 بفورت واين في الولايات المتحدة - 23 يناير 2016 بديكالب في الولايات المتحدة) هو لاعب كرة سلة أمريكي في مركز الوسط. لعب مع Wyoming Cowboys basketball ‏.

## وصلات خارجية
- بيل روبرتس على موقع إن بي أي (الإنجليزية)
- بيل روبرتس على موقع سبورتس رفرنس (الإنجليزية)
- بيل روبرتس على موقع ريلجم (الإنجليزية)
- بيل روبرتس على موقع بروبوليرز (الإنجليزية)